# Go, Dog. Go!
Go, Dog. Go! là một cuốn sách dành cho trẻ em năm 1961 do P. D. Eastman viết và minh họa. Nó mô tả các hành động và tương tác của một nhóm chó di động cao, những người điều khiển ô tô và các phương tiện giao thông khác để theo đuổi công việc, vui chơi và một mục tiêu bí ẩn cuối cùng: một bữa tiệc chó.
Go, Dog. Go! cũng được chuyển tải thành bộ phim truyền hình hoạt hình do hãng DreamWorks Animation Television và WildBrain Studios thực hiện ngày 26 tháng 1 năm 2021.